# Konkouré
De Konkouré is een rivier in Guinee die ontspringt op de hoogvlakte van Fouta Djalon ten westen van Mamou. De rivier stroomt in zuidwestelijke richting en mondt in een rivierdelta uit in de Atlantische Oceaan. Over de rivier zijn verschillende stuwdammen gebouwd die belangrijk zijn voor de elektriciteitsvoorziening van het land.  